# Wolfgang Ernst (Rechtswissenschaftler)
Wolfgang Ernst (* 1956 in Bonn) ist ein deutscher Jurist. Der Spezialist für Römisches Recht ist seit 1. Oktober 2015 Regius Professor of Civil Law an der University of Oxford. Ernst ist nach David Daube der zweite Deutsche in dieser Funktion.

## Werdegang
Ernst studierte bis zum Ersten Juristischen Staatsexamen von 1976 bis 1980 an den Universitäten Bonn und Frankfurt. Er promovierte 1981 in Bonn und wechselte für ein Jahr (1981/82) an die Yale University, wo er einen Master of Laws (LL.M.) erwarb. Von 1982 bis 1985 absolvierte er sein Referendariat und bestand das Zweite Juristische Staatsexamen. Von 1986 bis 1990 arbeitete er als Assistent im Institut für Römisches Recht der Universität Bonn und habilitierte sich 1989.
Von 1990 bis 2000 lehrte er an der Universität Tübingen als ordentlicher Professor für Römisches und Bürgerliches Recht. 1994/95 war er Dekan und anschließend Prodekan. Von 2000 bis 2004 war er ordentlicher Professor für Zivilrecht und Direktor des Instituts für Römisches Recht der Universität Bonn. 2002/03 lehrte er in einer Gastprofessur als Arthur Goodhart Professor in Legal Science an der University of Cambridge. Er war Visiting Fellow am Magdalene College. Seit 2004 lehrte Ernst als ordentlicher Professor für Römisches und Bürgerliches Recht an der Universität Zürich. Weitere Gastprofessuren führten Ernst an die Hebrew University of Jerusalem (2010) und als Herbert Smith Visitor nach Cambridge (2012). 2015 wechselte er an die Universität Oxford, wo er insbesondere römisches Deliktsrecht und römisches sowie ziviles Vertragsrecht lehrt. Gastprofessuren führten Enst 2010 an die Hebrew University of Jerusalem und als Herbert Smith Visiting Scholar an die University of Cambridge (2012).
Wolfgang Ernst ist verheiratet und hat vier Kinder.

## Forschungsinteressen
Wolfgang Ernst forscht auf verschiedenen Gebieten, darunter dem römischen Recht, der Geschichte und Theorie des Verzugs im Vertragsrecht, der juristischen Geschichte der „sozialen Wahl“, dem Geld in der westlichen Rechtstradition und der Reziprozität vs. Altruismus im Vertragsrecht. Teile seiner Forschungen betreffen die Eigentumsrechte und die Herausgabe von Beutekunst.

## Ehrungen
1995, während seiner Zeit in Tübingen, wurde Ernst mit dem Landeslehrpreis ausgezeichnet. 2003 hielt er die Peter Chiene Lecture an der University of Edinburgh (On locatio conductio), 2013 die Gedenkvorlesung zu Ehren des österreichischen Juristen Joseph Unger an der Universität Wien und 2014 die MacCormick Lectures in Edinburgh mit dem Vortrag The Ayes have it’: The Legal History of Public Choice. 2017 wurde Ernst mit einem Ehrendoktortitel (LL.D.) der University of Edinburgh geehrt. Im gleichen Jahr verlieh ihm auch die Universität Wien den Ehrendoktortitel.

## Bibliografie
24 Arbeiten von Wolfgang Ernst werden von über 700 Bibliotheken in 83 Publikationen und drei Sprachen angeboten. Eine Auswahl aus seinen Schriften:

### Bücher
- Justinian’s Digest 9.2.51 in the Western Legal Canon; (2019)
- Die Einrede des nichterfüllten Vertrages; (2000)

### Kapitel (Auswahl)
- Before Mann: Martin Wolff on Monetary Law’; in J. Allen und G. Dannemann (Hrsg.), FA Mann: The Lawyer and His Legacy (2024)
- The Fine-Mechanics of Judicial Majoritarianism; in B. Haecker und W. Ernst (Hrsg.), Collective Judging in Comparative Perspective: Counting Votes and Weighing Opinions (2020)
- Collegiate courts’ decision making processes - Experiences from European judiciaries and jurisprudential approaches; Rechtserkenntnis durch Richtermehrheiten -„group choice“ in Europäischen Justiztraditionen (2016)
- The Glossators’ Monetary Law; in J. W. Cairns und P. J. du Plessis (Hrsg.), The Creation of the Ius Commune: From Casus to Regula (2010)

### Artikel
- Philipp Rohdenburg, Die Entwicklung der romanistischen Methode bei Fritz Schulz (= Ius Romanum 9) (2024) in Zeitschrift Der Savigny-Stiftung für Rechtsgeschichte Romanistische Abteilung
- Mommsen on Money (2022) in Banking and Finance Law Review Revue De Droit Bancaire Et De Finance
- Modalités de vote dans les tribunaux collégiaux (2019) GLOSSAE. European Journal of Legal History 15